# 不同意性交等致死傷罪
不同意性交等致死傷罪（ふどういせいこうとうちししょうざい）は、不同意性交等罪またはその未遂罪を犯すことにより人を死傷させることを内容とする犯罪類型。監護者性交等罪またはその未遂罪を犯すことにより人を死傷させることを内容とする監護者性交等致死傷罪（かんごしゃせいこうとうちししょうざい）についても同時に述べる。

## 概要
不同意性交等罪（刑法177条）若しくは監護者性交等罪（刑法179条2項）又はこれらの未遂罪（刑法180条）を犯し、よって人を死傷させた場合は、不同意性交等致死傷罪若しくは監護者性交等致死傷罪（刑法181条2項）が成立し、無期又は6年以上の懲役に処せられる。結果的加重犯であり、人の死傷の結果については故意を含まない。
主体・客体ともに人間であり、性別不問である。かつての強姦致死傷罪・準強姦致死傷罪・集団強姦致死傷罪では客体は女性に限定され、また女性は単独で加害者になり得なかったが、強制性交等罪・準強制性交等罪への移行（平成29年改正）により性別不問となった。
基本犯となる強姦・準強姦・集団強姦・強制性交等・準強制性交等・不同意性交等・監護者性交等のそれぞれの違いや成立要件、性交等や監護者の定義については、不同意性交等罪を参照のこと。
従前から刑法181条では、強姦や強制わいせつなどを犯し、人を死傷させた場合について重く処罰する規定を置いていおる結果的加重犯として重い犯罪類型を構成していた。

### 改正経緯
なお、平成29年改正以前は、強姦罪若しくは準強姦罪の結果的加重犯として強姦致死傷罪または準強姦致死傷罪（ともに法定刑は無期又は5年以上の懲役、平成16年改正以前は法定刑が無期又は3年以上の懲役かつ有期懲役の上限が15年〉）が規定されていた。また平成16年改正から平成29年改正までの間は、集団強姦罪の結果的加重犯として集団強姦致死傷罪（無期又は6年以上の懲役）が規定されていた。
平成29年改正以降は強姦致死傷罪は強制性交等致死傷罪へ、準強姦致死傷罪は準強制性交等致死傷罪へと改正するとともに、監護者性交等致死傷罪が新設され、法定刑はいずれも無期又は6年以上の懲役となった。また集団強姦致死傷罪は廃止された。令和5年改正により、強制性交等致死傷罪と準強制性交等致死傷罪が不同意性交等致死傷罪へ統合され現在の犯罪類型となった。

## 既遂時期
基本犯となる不同意性交等罪または監護者性交等罪に関しては未遂・既遂を問わず、これらの罪によって人を死傷させた時点で本罪（刑法181条2項）は成立する（既遂）ことが明文化されている。なお本罪の未遂罪は規定されていない。
かつての強姦致傷罪では、姦淫に着手しその途中で死傷させれば、姦淫は未遂でも、強姦致傷罪が既遂で成立する。

## 傷害の内容
かつての強姦致傷罪では、被害者につき、処女を姦淫して処女膜を裂傷させた場合は強姦致傷罪に当たるとする判例がある。また、姦淫の行為そのものや、姦淫の手段である暴行・脅迫によって死傷した場合のほか、姦淫をされそうになった人が逃走を図り、その途中で体力不足などのために倒れたり、足を踏み外して負傷した場合なども強姦致傷罪が成立する。
また、この罪が成立するための「傷害」の程度については、「強姦行為を為すに際して相手方に傷害を加えた場合には、たとえその傷害が、『市販の塗り薬を一度塗っただけで、その後は苦痛を感じることなく治った。』 程度のものであったとしても」罪が成立するとされている。
なお、強姦致傷罪には同時傷害の特例の適用はないとした下級審の判決がある。

## 殺意がある場合
殺意をもって人に性交等をし、死亡させた場合、どの条文が適用されるかについて争いがある。まず、刑法181条2項に殺意がある場合を含むと考えるか否かに分かれる。
181条2項は結果的加重犯である点を重視し、殺意がある場合を含まないという説は更に、不同意性交等致死罪と殺人罪の観念的競合となるという説と、不同意性交等罪と殺人罪の観念的競合となるという説に分かれる。判例は前者の説をとっている（最判昭和31年10月25日、最判昭和34年12月28日）。判例に対しては、死の結果を二重評価することになるとの批判があり、結局殺人罪で処断されて刑の不均衡を生じないのであるため、後説によるべきとの指摘がある。
一方、181条2項には殺意がある場合を含むという説は更に、含む性交等致死罪の単純一罪であるという説と、刑のバランスを考えて、強制性交等致死罪と殺人罪の観念的競合となるという説に分かれる。

## 本罪が成立する死傷の時期
不同意（監護者）性交等によって直接的に人を死傷させた場合のみならず、その行為が原因で人が死傷するきっかけを間接的に招いた場合でも、本罪は成立する。
例えば、被害者が強姦された後、さらに共犯者から強姦を受けることを恐れてその場から離れ、暗夜人里離れた地理不案内な田舎道を逃走する際に転倒するなどして負傷した場合でも強姦致傷罪（当時）が成立する（最判昭和46年9月22日）。
また、強姦目的で被害者を裸にしたことにより急激な寒冷にさらされショック状態に陥り、それを被害者が既に死亡したものと誤信し、田圃に背負い出して放置し凍死させた場合は、強姦致死罪が成立する（最判昭和36年1月25日）。
強姦目的で被害者を暴行し、死亡させた直後に姦淫したときは、姦淫行為が被害者の死亡後であるとしてもこれを包括して強姦致死罪となる（最判昭和34年12月28日）。

## 条文
現行法（2023年7月5日施行）と、各改正ごとの関連条文をそれぞれ示す。 条文中に本来ない文言を付け足したときは〈〉で示し、また、前回改正のものと改正のない条文は同上、省略するときは略と表記する。

### 令和5年（2023年）7月5日施行
- 〈第十二条・第十四条〉

### 過去の条文

#### 明治41年（1908年）10月1日施行
- 第十二条　懲役ハ無期及ヒ有期トシ有期懲役ハ一月以上十五年以下トス

２〈略〉
- 第十四条　有期ノ懲役又ハ禁錮ヲ加重スル場合ニ於テハ二十年ニ至ルコトヲ得之ヲ減軽スル場合ニ於テハ一月以下ニ降スコトヲ得
- 第百八十一条　第百七十六条乃至第百七十九条ノ罪ヲ犯シ因テ人ヲ死傷ニ致シタル者ハ無期又ハ三年以上ノ懲役ニ処ス

#### 平成7年（1995年）6月1日施行
- （懲役）

第十二条　懲役は、無期及び有期とし、有期懲役は、一月以上十五年以下とする。

２〈略〉
- （有期の懲役及び禁錮の加減の限度）

第十四条　有期の懲役又は禁錮を加重する場合においては二十年にまで上げることができ、これを減軽する場合においては一月未満に下げることができる。
- （強制わいせつ等致死傷）

第百八十一条　第百七十六条から第百七十九条までの罪を犯し、よって人を死傷させた者は、無期又は三年以上の懲役に処する。

#### 平成17年（2005年）1月1日施行
- （強制わいせつ等致死傷）

第百八十一条　〈略・［準］強制わいせつ致死傷〉

２　第百七十七条若しくは第百七十八条第二項の罪又はこれらの罪の未遂罪を犯し、よって女子を死傷させた者は、無期又は五年以上の懲役に処する。

３　第百七十八条の二の罪又はその未遂罪を犯し、よって女子を死傷させた者は、無期又は六年以上の懲役に処する。

#### 平成29年（2017年）7月13日施行
- 〈第十二条・第十四条　同上〉
- 〈強制・準強制・監護者わいせつ致死傷〉